# Vonimbolana Rasoazanany
Vonimbolana Rasoazanany (Tananarive, 13 november 1950) is een Malagassisch rechter en diplomaat. In haar land maakte ze carrière als rechter en uiteindelijk opperrechter. Van 2003 tot 2006 was ze rechter van het Joegoslavië-tribunaal.

## Levensloop
Rasoazanany slaagde in 1975 aan het Institut d'Etudes Judiciaires in haar geboorteplaats. Van 1976 tot 1978 was ze plaatsvervangend procureur, vervolgens tot 1981 rechter en instructierechter van de rechtbank van Ambositra, en daarna tot 1985 rechter van de rechtbank van eerste aanleg in Antsirabe. In dat jaar werd ze rechter en later president van het gewone hof van beroep voor strafzaken.
In 1991 werd ze gekozen tot rechter van het hooggerechtshof. Hier was ze eveneens Président de Chambre totdat ze in juni 2002 werd benoemd tot directeur van onderwijs en internationale betrekkingen van het Ministerie van Justitie.
Hiernaast was ze sinds 1985 een jaar assistent-hoogleraar aan de Universiteit van Madagascar. Verder doceerde ze op het gebied van vredesoperaties voor het Amerikaanse Defense Institute of International Legal Studies en voor de UNHCHR, het VN-commissariaat voor mensenrechten. Verder was ze als specialist werkzaam voor de commissie die de grondwet van Madagascar schreef en vervulde ze verschillende taken voor het VN-Ontwikkelingsprogramma en UNICEF. Sinds 2000 is ze lid van de Ligue Africaine des Droits de l'Homme en van het Comité Malgache pour la Défense des Droits de l’Homme.
Op 19 november 2003 trad ze aan als rechter ad litem van het Joegoslavië-tribunaal in Den Haag, waar ze te maken kreeg met de zaken tegen Enver Hadžihasanović en Amir Kubura. Hier bleef ze aan tot maart 2006.